# Radio Télévision Libre des Mille Collines

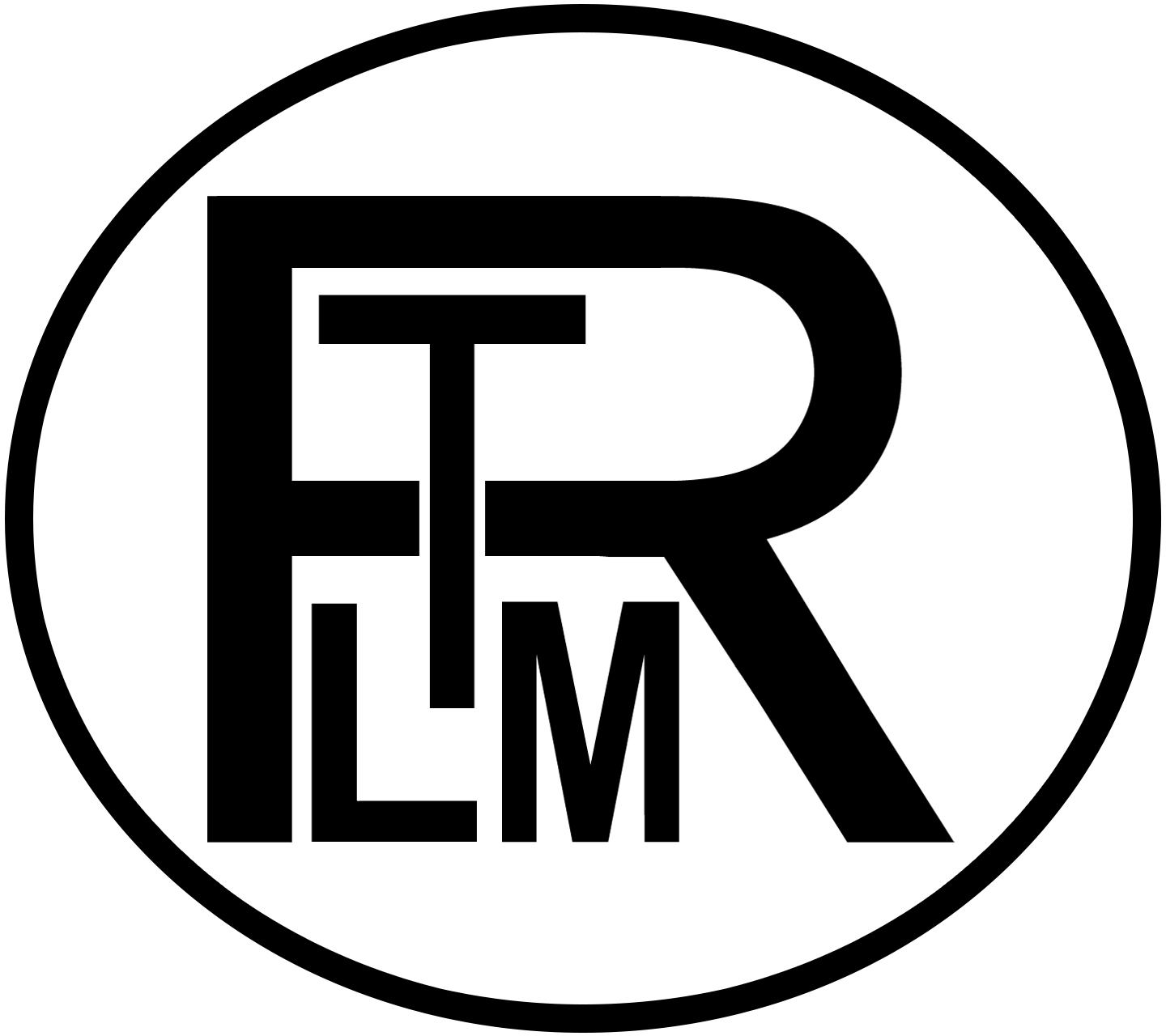
Monogram van Radio Télévision Libre des Mille Collines

Radio Télévision Libre des Mille Collines (RTLM) was een Rwandese radiozender die tijdens de genocide in Rwanda begin jaren 90, haat verspreidde en Hutu's opriep alle Tutsi's en gematigde Hutu's te vermoorden. De radiozender zond uit tussen 8 juli 1993 en 31 juli 1994 en speelde een belangrijke rol in de Rwandese Genocide in 1994. De Tutsi's werden in de uitzendingen kakkerlakken genoemd die gedood moesten worden. De radiozender is te classificeren als haatradio.
De (Franse) naam van het radiostation betekent "Onafhankelijke Radio en Televisie van de Duizend Heuvelen", wat verwijst naar Rwanda als "Le pays des Mille Collines" oftewel het Land van de Duizend Heuvelen.
In de film Hotel Rwanda is de zender als Hutu Power Radio gefictionaliseerd.